# Primula erythra
Primula erythra är en viveväxtart. Primula erythra ingår i släktet vivor, och familjen viveväxter.

## Underarter
Arten delas in i följande underarter:
- P. e. erythra
- P. e. subansirica